# Duilio Bernardi
Duílio Bernardi (Porto Alegre, 15 de agosto de 1888 -  ) fue un ingeniero y profesor brasileño.
Hijo del inmigrante Paolino Bernardi, estudió en Pisa y en la Real Escuela de Ingeniería de Roma donde se graduó como ingeniero en 1914 y estudió arquitectura. Luego regresó a Río Grande del Sur donde fue convocado para ser profesor de la Escuela de Ingeniería en el curso de puentes y estabilidad de las construcciones. En 1968 fue declarado profesor emérito de la UFRGS.
Proyectó el Viaducto Otávio Rocha en 1927 junto con Manoel Itaqui. Fue, también, uno de los autores del "Manual del Ingeniero Globo" de 7 volúmenes y presidente de la sociedad italiana "Dante Alighieri".